# Académie royale des sciences exactes, physiques et naturelles
Vous pouvez aider à l'améliorer ou bien discuter des problèmes sur sa page de discussion.
- Il ne cite pas suffisamment ses sources. Vous pouvez indiquer les passages à sourcer avec {{référence nécessaire}} ou {{Référence souhaitée}}, et inclure les références utiles en les liant aux notes de bas de page. (Marqué depuis avril 2024)
- Certaines informations devraient être mieux reliées aux sources mentionnées dans la bibliographie ou les liens externes. Améliorez sa vérifiabilité en les associant par des références. (Marqué depuis avril 2024)
- Il est à actualiser. Certains passages sont obsolètes ou annoncent des événements désormais passés. (Marqué depuis avril 2024)

- Archive Wikiwix
- Bing
- Cairn
- DuckDuckGo
- E. Universalis
- Gallica
- Google
- G. Books
- G. News
- G. Scholar
- Persée
- Qwant
- (zh) Baidu
- (ru) Yandex
- (wd) trouver des œuvres sur Wikidata

L’Académie royale des sciences exactes, physiques et naturelles (en espagnol, Real Academia de Ciencias Exactas, Físicas y Naturales) est une institution espagnole de caractère public consacrée à la recherche et l'étude des mathématiques, de la physique, de la chimie, de l'ingénierie et de toutes les autres disciplines scientifiques. Elle fait partie de l’Institut d'Espagne.

## Histoire
Le 25 décembre 1582, à l'initiative de Juan de Herrera, le roi Philippe II fonde l'Académie des mathématiques de Madrid destinée à rassembler les plus éminents architectes, ingénieurs et spécialistes militaires en vue de chercher l'application pratique de leurs connaissances au service de la Couronne.
En 1734, est fondée l'Académie royale de médecine et de sciences naturelles, puis le marquis de la Ensenada charge Jorge Juan de la diviser en deux sections, mais les circonstances politiques empêchent ce projet d'aboutir. Finalement, le 25 février 1847, l'Académie est fondée par plusieurs ingénieurs, dont Joaquín Ezquerra del Bayo, sous son actuelle dénomination et sous la présidence de Antonio Remón Zarco del Valle. 

## Organisation
L'Académie est régie par des statuts modifiés pour la dernière fois en 2001 par décret. Elle se compose de 54 académiciens titulaires, de 90 correspondants nationaux et d'un nombre indéterminé d'académiciens surnuméraires et correspondants étrangers. Son fonctionnement repose sur une assemblée générale qui nomme une direction, chargée de la gestion et de rendre ses comptes devant cette assemblée.
L'Académie est structurée en trois sections (sciences exactes, physique et chimie, sciences naturelles) et un ensemble de commissions auxquelles incombent des tâches spécifiques.
Elle gère en outre une bibliothèque de plus de 27 000 volumes ainsi que de revues scientifiques, de manuscrits et de cartes. Ses fonds proviennent des acquisitions de l'Académie elle-même, des échanges et des donations particulières parmi lesquelles on peut noter celles de José Echegaray, Fernando de Castro et de la Fondation Juan March.

### Présidents
| Période     | Nom                                                      |
| ----------- | -------------------------------------------------------- |
| 1848-1866   | Antonio Remón Zarco del Valle                            |
| 1866-1882   | José Solano de la Matalinares, marquis du Socorro        |
| 1882-1901   | Cipriano Segundo Montesino y Estrada, duc de la Victoria |
| 1901-1916   | José Echegaray y Eizaguirre                              |
| 1916-1922   | Amós Salvador Rodrigáñez                                 |
| 1922-1928   | José Rodríguez Carracido                                 |
| 1928-1934   | Leonardo Torres Quevedo                                  |
| 1934-1938   | Blas Cabrera y Felipe                                    |
| 1940-1958   | José Casares Gil                                         |
| 1958-1966   | Alfonso Peña Boeuf                                       |
| 1966-1970   | Julio Palacios Martínez                                  |
| 1970-1985   | Manuel Lora-Tamayo                                       |
| 1985-2002   | Ángel Martín Municio                                     |
| 2002-2005   | Carlos Sánchez del Río y Sierra                          |
| 2005-2009   | Alberto Galindo Tixaire                                  |
| 2009-2012   | Miguel Ángel Alario y Franco                             |
| 2012-2015   | Alberto Galindo Tixaire                                  |
| Depuis 2015 | José Elguero Bertolini                                   |